# آرتور لینتجن
آرتور ب. لینتجن (انگلیسی: Arthur Lintgen؛ زادهٔ ۱ ژانویهٔ ۱۹۴۲) یک پزشک و متخصص تشخیص پزشکی اهل فیلادلفیای آمریکا است که می‌تواند با چشم غیرمسلح
صفحه‌های گرامافونِ موسیقی کلاسیک را بخواند. این مهارت او در سال ۱۹۸۲ از سوی شک‌گرای علمی جیمز رندی تأیید شده‌است. لینتجن ادعایی مبنی بر دارا بودن قدرت‌های ماوراطبیعه ندارد.
لینتجن با دیدن یک صفحهٔ گرامافون و ساختار فیزیکی شیارهای روی آن می‌تواند موسیقی آن را در چند ثانیه تشخیص دهد. او می‌تواند بگوید در چه زمانی موسیقی شدید یا ضعیف است و طول هر موومان چقدر است. او برای این کار از دانش وسیعش در حوزهٔ موسیقی کلاسیک غربی بهره می‌برد. او همچنین از ساختار صفحات گرامافون می‌تواند تهیه‌کننده و در برخی موارد رهبر ارکستر را تشخیص دهد.
این مهارت او محدود به موسیقی ارکسترال کلاسیک غربی مربوط به دوران لودویگ فان بتهوون و پس از اوست. او می‌گوید موسیقی مجلسی الگوهایی غیرقابل‌تشخیص ایجاد می‌کند و موسیقی‌های ارکسترال پیش از بتهوون زیادی شبیه هم هستند. او همچنین توانایی تشخصی موسیقی باکلام را ندارد. زمانی که به عنوان متغیر کنترل آزمایش به او قطعه‌ای از آلیس کوپر‌ داده شد، لینتجن آن را شبیه «خرچنگ قورباغه» (انگلیسی: gibberish) توصیف کرد. لینتجن می‌گوید در شناسایی صفحات گرامافون از عوامل دیگری نیز استفاده می‌کند؛ مثلاً اینکه اغلب صفحاتی که از او درخواست شناسایی آن را می‌کنند نسخه‌ای از سمفونی شماره ۵ (بتهوون) است و او می‌تواند بدون نگاه کردن آن را شناسایی کند.